# Helen Rose
Pour les articles homonymes, voir Rose.

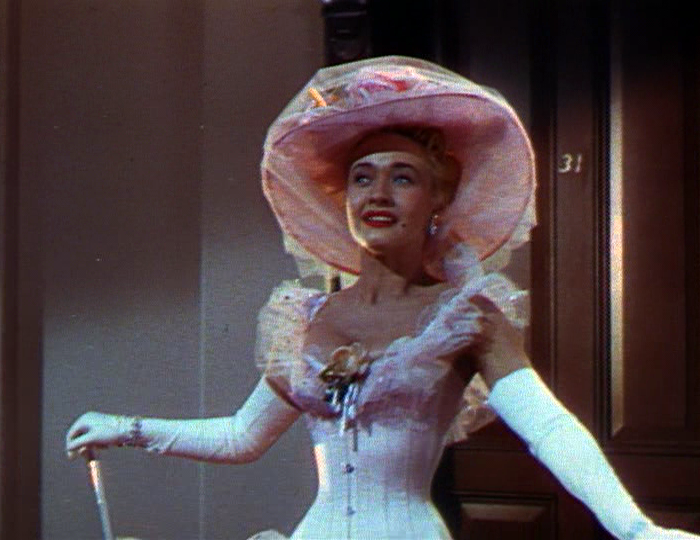
Jane Powell, dans Les Heures tendres (1950)

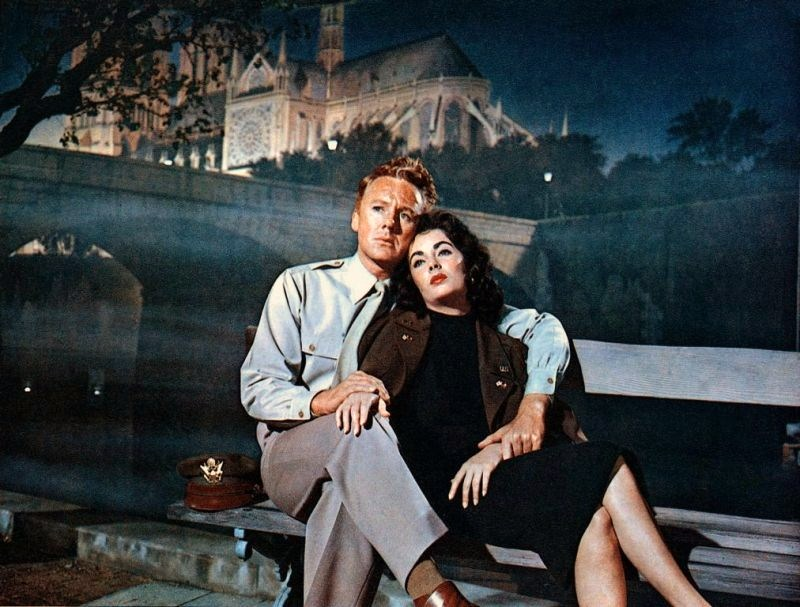
Van Johnson et Elizabeth Taylor, dans La Dernière Fois que j'ai vu Paris (1954)

Helen Rose, née le 2 février 1904 à Chicago (Illinois), morte le 9 novembre 1985 à Palm Springs (Californie), est une costumière américaine.

## Biographie
En 1929, elle déménage en Californie et travaille pour les costumes des revues de la troupe Fanchon and Marco puis le spectacle sur glace Ice Follies.
Entre 1943 et 1968, principalement au sein de la Metro-Goldwyn-Mayer, Helen Rose figure au générique de quasiment 150 films américains, dont plusieurs réalisés par Vincente Minnelli (ex. : Le Père de la mariée en 1950, avec Elizabeth Taylor qu'elle habille à plusieurs reprises).
C'est elle qui dessine la robe de mariée de Grace Kelly (en) en 1956, offerte par les studios MGM.
Durant sa carrière, elle obtient dix nominations à l'Oscar de la meilleure création de costumes, dont deux gagnés (voir rubrique "Récompenses" ci-dessous).

## Filmographie partielle
- 1943 : L'Île aux plaisirs (Coney Island) de Walter Lang
- 1945 : Ziegfeld Follies de Vincente Minnelli
- 1946 : Les Demoiselles Harvey (The Harvey Girls) de George Sidney
- 1946 : La Pluie qui chante (Till the Clouds roll by) de Richard Whorf
- 1947 : Vive l'amour (Good news) de Charles Walters
- 1948 : Le Retour (Homecoming) de Mervyn LeRoy
- 1948 : Ainsi sont les femmes (A Date with Judy) de Richard Thorpe
- 1948 : Acte de violence (Act of violence) de Fred Zinnemann
- 1949 : Match d'amour (Take me out to the Ball Game) de Busby Berkeley
- 1949 : Le Danube rouge (The Red Danube) de George Sidney
- 1949 : Un jour à New York (On the Town) de Stanley Donen et Gene Kelly
- 1949 : Ville haute, ville basse (East Side, West Side) de Mervyn LeRoy
- 1950 : Voyage à Rio (Nancy goes to Rio) de Robert Z. Leonard
- 1950 : Annie, la reine du cirque (Annie get your Gun) de George Sidney
- 1950 : Ma vie à moi (A Life of her Own) de George Cukor
- 1950 : Le Père de la mariée (Father of the Bride) de Vincente Minnelli
- 1950 : Le Chant de la Louisiane (The Toast of New Orleans) de Norman Taurog
- 1950 : Pour plaire à sa belle (To please a Lady) de Clarence Brown
- 1950 : Trois Petits Mots (Three Little Words) de Richard Thorpe
- 1950 : Les Heures tendres (Two Weeks with Love) de Roy Rowland
- 1950 : Chanson païenne (Pagan Love Song) de Robert Alton
- 1951 : Le Droit de tuer (The Unknown Man), de Richard Thorpe
- 1951 : L'Âge d'aimer (Too Young to Kiss) de Robert Z. Leonard
- 1951 : Le Grand Caruso (The Great Caruso) de Richard Thorpe
- 1951 : Allons donc, papa ! (Father's Little Dividend) de Vincente Minnelli
- 1951 : Riche, jeune et jolie (Rich, Young and Pretty) de Norman Taurog
- 1951 : Carnaval au Texas (Texas Carnival) de Charles Walters
- 1952 : La Belle de New York (The Belle of New York) de Charles Walters
- 1952 : Les Ensorcelés (The Bad and the Beautiful) de Vincente Minnelli
- 1952 : La Veuve joyeuse (The Merry Widow) de Curtis Bernhardt
- 1952 : Miracle à Tunis (The Light Touch) de Richard Brooks
- 1952 : La Première Sirène (Million Dollar Mermaid) de Mervyn LeRoy
- 1952 : La Jeune Fille en blanc (The Girl in White) de John Sturges
- 1953 : Histoire de trois amours (The Story of Three Loves) de Gottfried Reinhardt et Vincente Minnelli
- 1953 : La fille qui avait tout (The Girl Who Had Everything) de Richard Thorpe
- 1953 : Sombrero de Norman Foster
- 1953 : Le Joyeux Prisonnier (Small Town Girl) de László Kardos
- 1953 : La Plage déserte (Jeopardy) de John Sturges
- 1953 : Mogambo de John Ford
- 1953 : Lune de miel au Brésil (Latin Lovers) de Mervyn LeRoy
- 1953 : La Madone gitane (Torch Song) de Charles Walters
- 1953 : Désir d'amour (Easy to Love) de Charles Walters
- 1953 : Traversons la Manche (Dangerous When Wet) de Charles Walters
- 1954 : Donnez-lui une chance (Give a Girl a Break) de Stanley Donen
- 1954 : Rhapsodie (Rhapsody) de Charles Vidor
- 1954 : Sur la trace du crime (Rogue Cop) de Roy Rowland
- 1954 : La Tour des ambitieux (Executive Suite) de Robert Wise
- 1954 : La Dernière Fois que j'ai vu Paris (The Last Time I saw Paris) de Richard Brooks
- 1954 : Le Prince étudiant (The Student Prince) de Richard Thorpe
- 1955 : La Pantoufle de verre (The Glass Slipper) de Charles Walters
- 1955 : La Mousson (The Rains of Ranchipur) de Jean Negulesco
- 1955 : Les Pièges de la passion (Love me or Leave me) de Charles Vidor
- 1955 : Boulevards de Paris (Bedevilled) de Mitchell Leisen
- 1955 : Une femme en enfer (I'll cry Tomorrow) de Daniel Mann
- 1955 : La Chérie de Jupiter (Jupiter's Darling) de George Sidney
- 1955 : Beau fixe sur New York (It's always Fair Weather) de Stanley Donen et Gene Kelly
- 1955 : La Toile d'araignée (The Cobweb) de Vincente Minnelli
- 1955 : Mélodie interrompue (Interrupted Melody) de Curtis Bernhardt
- 1956 : Planète interdite (Forbidden Planet) de Fred M. Wilcox
- 1956 : Gaby de Curtis Bernhardt
- 1956 : Thé et Sympathie (Tea and Sympathy) de Vincente Minnelli
- 1956 : Le Cygne (The Swan) de Charles Vidor
- 1956 : Haute Société (High Society), de Charles Walters
- 1956 : The Opposite Sex de David Miller
- 1957 : Le Carnaval des dieux (Something of Value) de Richard Brooks
- 1957 : Dix mille chambres à coucher (Ten Thousand Bedrooms) de Richard Thorpe
- 1957 : La Femme modèle (Designing Woman) de Vincente Minnelli
- 1957 : La Belle de Moscou (Silk Stockings) de Rouben Mamoulian
- 1958 : La Chatte sur un toit brûlant (Cat on a Hot Tin Roof) de Richard Brooks
- 1958 : Qu'est-ce que maman comprend à l'amour ? (The Reluctant Debutante) de Vincente Minnelli
- 1958 : Traquenard (Party Girl) de Nicholas Ray
- 1959 : Une fille très avertie (Ask Any Girl) de Charles Walters
- 1959 : Un mort récalcitrant (The Gazebo) de George Marshall
- 1960 : La Vénus au vison (Butterfield 8) de Daniel Mann
- 1961 : L'Américaine et l'amour (Bachelor in Paradise) de Jack Arnold
- 1961 : Le troisième homme était une femme (Ada) de Daniel Mann
- 1963 : Il faut marier papa (The Courtship of Eddie's Father) de Vincente Minnelli
- 1964 : Au revoir, Charlie (Goodbye Charlie) de Vincente Minnelli
- 1960 : Les Jeunes loups (All the Fine Young Cannibals)  de Michael Anderson

## Récompenses
- Oscar de la meilleure création de costumes (catégorie noir et blanc) :
  - En 1952,  pour Les Ensorcelés ;
  - Et en 1955, pour Une femme en enfer.